# Xyris panacea
Xyris panacea är en gräsväxtart som beskrevs av Loran Crittenden Anderson och Robert Kral. Xyris panacea ingår i släktet Xyris och familjen Xyridaceae.
Artens utbredningsområde är Florida. Inga underarter finns listade i Catalogue of Life.